# John Gow
John Gow (Swansea, 1930 – 2017. március 19.) walesi nemzetközi labdarúgó-játékvezető.

## Pályafutása

### Nemzeti játékvezetés
1963-ban lett az I. Liga játékvezetője. Az aktív nemzeti játékvezetéstől 1978-ban vonult vissza.

### Nemzetközi játékvezetés
A Walesi labdarúgó-szövetség (RA) Játékvezető Bizottsága (JB) terjesztette fel nemzetközi játékvezetőnek, a Nemzetközi Labdarúgó-szövetség (FIFA) 1965-től tartotta nyilván bírói keretében. Több nemzetek közötti válogatott- és klubmérkőzést vezetett. A walesi nemzetközi játékvezetők rangsorában, a világbajnokság-Európa-bajnokság sorrendjében többedmagával a 10. helyet foglalja el 2 találkozó szolgálatával. Az aktív nemzetközi játékvezetéstől 1978-ban vonult vissza.

#### Európa-bajnokság
Kettő európai-labdarúgó torna döntője felé vezető úton Olaszországba a III., az 1968-as labdarúgó-Európa-bajnokságra és Belgiumba a IV., az 1972-es labdarúgó-Európa-bajnokságra az UEFA JB játékvezetőként foglalkoztatta.
| Időpont         | Helyszín                         | Mérkőzés típusa           | Mérkőzés           | Eredmény | Nézők száma |
| --------------- | -------------------------------- | ------------------------- | ------------------ | -------- | ----------- |
| 1967. május 24. | Idrætsparken Stadion, Koppenhága | előselejtező (5. csoport) | Dánia–Magyarország | 0 : 2    | 35 200      |
| 1971. június 9. | Ulleval Stadion, Oslo            | előselejtező (2. csoport) | Norvégia–Bulgária  | 1 : 4    | 21 176      |

## Sportvezetőként
Az aktív játékvezetést követően Wales Labdarúgó-szövetség JB elnökeként tevékenykedett.